# Le Réfugié
Le Réfugié est un roman historique de Juliette Benzoni paru en 1993 aux éditions Julliard. Il compose le second volet de la tétralogie Les Treize Vents.